# Pancreatonema americanum
Pancreatonema americanum is een rondwormensoort uit de familie van de Rhabdochonidae. De wetenschappelijke naam van de soort is voor het eerst geldig gepubliceerd in 2001 door Moravec, Borucinska & Frasca Jr..